# Zełene (rejon dubieński)
Zełene (ukr. Зелене) – wieś na Ukrainie, w obwodzie rówieńskim, w rejonie dubieńskim, w hromadzie Prywilne. W 2001 roku liczyła 238 mieszkańców.
W 1946 roku ówczesny chutor Ludhardówka (ukr. Людгардівка, Ludhardiwka) przemianowano na Zełenyj (ukr. Зелений). Po nadaniu statusu wsi miejscowość otrzymała nazwę Zełene.